# 一颗叫做太阳的恒星 (电影乐队专辑)
《一颗叫做太阳的恒星》（俄語：Звезда по имени Солнце）是苏联摇滚乐队电影的第七张录音室专辑，发行于1989年8月29日。该专辑是乐队在主唱维克多·崔车祸身亡之前发行的最后一张专辑。